# Майлан (Миннесота)
Ма́йлан (англ. Milan) — город в округе Чиппева, штат Миннесота, США. На площади 2,5 км² (2,5 км² — суша, водоёмов нет), согласно переписи 2002 года, проживают 326 человек. Плотность населения составляет 128,6 чел./км².
- Телефонный код города — 320
- Почтовый индекс — 56262
- FIPS-код города — 27-42146[1]
- GNIS-идентификатор — 0647837[2]